# Cephalobyrrhinus curticornis
Cephalobyrrhinus curticornis är en skalbaggsart som beskrevs av Maurice Pic 1922. Cephalobyrrhinus curticornis ingår i släktet Cephalobyrrhinus och familjen lerstrandbaggar. Inga underarter finns listade i Catalogue of Life.